# (35874) 1999 JU72
1999 JU72 (asteroide 35874) é um asteroide da cintura principal. Possui uma excentricidade de 0.09561570 e uma inclinação de 5.41308º.
Este asteroide foi descoberto no dia 12 de maio de 1999 por LINEAR em Socorro.